# Северный Амнундакан
Се́верный Амнундака́н — река в России, в Северо-Байкальском районе Бурятии. Впадает в озеро Байкал.

## Происхождение названия
Название происходит от эвенкийского амнунда — выносы камней на устье горной реки (обычно наледные).

## География
Длина реки — 20 км, имеет многочисленные притоки. Берёт начало на западном склоне Баргузинского хребта, в устье образует дельту. Впадает в губу Малый Амнундакан.
Питание ледниковое и дождевое.

## Данные водного реестра
По данным государственного водного реестра России относится к Ангаро-Байкальскому бассейновому округу, водохозяйственный участок реки — Бассейны рек средней и северной части оз. Байкал от восточной границы бассейна р. Ангара до северо-западной границы бассейна р. Баргузин от истока до впадения реки Байкал. Речной бассейн реки — Бассейны малых и ср. притоков ср. и сев. части оз. Байкал.
По данным геоинформационной системы водохозяйственного районирования территории РФ, подготовленной Федеральным агентством водных ресурсов:
- Код водного объекта в государственном водном реестре — 16040000112116300003160
- Код по гидрологической изученности (ГИ) — 116300316
- Код бассейна — 16.04.00.001
- Номер тома по ГИ — 16
- Выпуск по ГИ — 3